# Aequorea coerulescens
Espèce
Aequorea coerulescens est une méduse de l'Océan Pacifique Nord.

## Référence
- Brandt, 1838 : Ausführliche Beschreibung der von C.H. Mertens auf seiner Weltumsegelung beobachteten Schirmquallen. Mémoires de l'Académie impériale des sciences de St. Pétersbourg, Sciences Naturelles Serie 6 Tome 2 p. 237–411.